# Multifocale contactlens
Multifocale contactlenzen zijn bedoeld om zowel van dichtbij als van veraf goed mee te zien. Ze corrigeren de oogafwijking die ontstaat bij presbyopie (ouderdomsverziendheid). Bij het ouder worden wordt de lens in het oog minder elastisch en dit veroorzaakt problemen bij het focussen op objecten van dichtbij. Hiervoor zijn verschillende optische oplossingen: een multifocale bril, een leesbril, een lens met leessterkte voor één oog of multifocale contactlenzen.
De termen multifocale, varifocale en bifocale contactlenzen worden vaak door elkaar gebruikt. Multifocale, varifocale en bifocale lenzen hebben hetzelfde doel, maar de termen zijn niet helemaal synoniemen van elkaar. Het verschil zit in het ontwerp van de lens. Beide geven simultaan zicht.
Bifocale lenzen zijn opgebouwd in ringen, die om en om zijn geplaatst, de ene met een sterkte voor dichtbij, de andere met een sterkte voor veraf. Normaal gesproken ligt de sterkte voor veraf in het midden van de lens. Dit ontwerp wordt ook wel concentrisch genoemd.
Multifocale of varifocale lenzen hebben een geleidelijk toenemende sterkte van de rand naar het midden van de lens. De lens is wat boller in het midden en vlakt aan de rand af. Dit ontwerp wordt ook wel asferisch genoemd.
Het voordeel met multifocale lenzen t.o.v. een multifocale bril is dat de lenzen de bewegingen van het oog volgen, waardoor in het gehele gezichtsveld gelezen kan worden, en er niet naar beneden hoeft worden gekeken. Het is echter wel individueel bepaald hoe goed multifocale lenzen oudziendheid corrigeren. Multifocale lenzen moeten nauwkeurig door een opticien zijn aangemeten, en er kan sprake zijn van een gewenningsperiode. Multifocale lenzen komen in zowel harde als zachte lenzen. Ze zijn er voor diegenen die alleen maar te maken hebben met oudziendheid, of voor als er al eerder sprake was van een oogafwijking.